# 스쿨 (음악 그룹)
스쿨(Skool)은 2001년에 결성된 대한민국의 3인조 록 밴드이다.

## 활동
2000년 스타맥스 미디어의 기획을 통해 결성되었으며 비주얼 록 밴드를 표방했다. 스타맥스 미디어는 비디오 제작 및 유통 업체였던 스타맥스(Starmax)가 설립한 음반 기획사이다. 스쿨(Skool)은 학교를 뜻하는 스쿨(School)과 시원함을 뜻하는 쿨(Cool)의 합성어로서 "많이 배워가면서 신선한 록 음악을 들려주자"는 뜻을 담고 있다.
2001년 1월 17일 경인방송(iTV)을 통해 텔레비전 방송 무대에 데뷔했으며 같은 해 2월 21일에는 1집 정규 앨범인 《The First》를 발표했다. 이 음반에 수록된 대표곡으로는 〈Julian〉이 있다. 2001년 7월에 해체되었다.

## 구성원
- 윤소현 (1984년 9월 3일 출생) - 보컬
- 신현모 (1981년 4월 6일 출생) - 기타
- 마경한 (1980년 6월 1일 출생) - 베이스 기타

## 작품

### 음반
- 1집 정규 앨범 《The First》 (2001년 2월 21일)

1. Intro (요술상자)
2. Ha-Ha-Ha
3. 은하수 별
4. Julian
5. Turning Love (변심)
6. 졸업
7. 나비
8. 나인지 (9G)
9. Discovery
10. Julian (II)
11. Ha-Ha-Ha (Euro Version)
12. 졸업 (Euro Version)